# Cha no aji
Cha no aji (茶の味?) è un film del 2004 diretto da Katsuhito Ishii.
Il film, di produzione giapponese, è stato descritto come una versione surreale di Fanny e Alexander di Ingmar Bergman. Ha fatto parte della selezione del Festival del cinema di Cannes.

## Trama
La famiglia Haruno vive nella prefettura rurale di Tochigi nella campagna a nord di Tokyo. Nobuo è un ipnoterapista che insegna al figlio, Hajime, il gioco del Go. Hajime diventa un eccellente giocatore di Go, ma incontra delle difficoltà nel rapporto con la sua pubertà e con le ragazze. La madre, Yoshiko, rifiuta di essere la tipica casalinga e lavora da casa ad un progetto per un film di animazione, beneficiando dell'aiuto di nonno Akira, un eccentrico anziano ex animatore e modello occasionale.
Sachiko, la figlia di otto anni, ha delle visioni di sé stessa gigante che la imita oppure osserva benevolmente. Vorrebbe sbarazzarsi di queste visioni e contempla varie possibilità per farlo.
Lo zio Ayano è un ingegnere sonoro e produttore di musica che temporaneamente si è trasferito a casa Haruno per una visita. Durante questo periodo riflette sulla sua via, viene a patti con una vecchia relazione sentimentale e racconta una storia d'infanzia a Sachiko, che ne viene fortemente influenzata. Tale aneddoto risulterà legato ad alcune svolte dell'intreccio.

## Riconoscimenti
- Audience Award - 2004, Entrevues Film Festival
- Grand Prix - 2004, Entrevues Film Festival
- Best Feature Film - 2004, Hawaii International Film Festival
- Best New Actress (Anna Tsuchiya) - 2004, Hochi Film Awards
- Orient Express Award - 2004, Festival de Cine de Sitges (Special Mention)
- Audience Award - 2005, Dejima Japanese Film Festival
- Best Asian Film - 2005, Fant-Asia Film Festival
- Fantasia Ground-Breaker Award - 2005, Fant-Asia Film Festival (3rd Place)
- Audience Award - 2005, New York Asian Film Festival
- Best New Actress (Anna Tsuchiya) - 2005 Kinema Junpo Awards
- New Talent Award (Anna Tsuchiya) - 2005, Mainichi Film Award
- Festival Prize - 2005, Yokohama Film Festival